# Tremblay (estación)
Tremblay es una estación que forma parte de la Línea Confederación del O-Train en Ottawa. La estación da servicio a la estación de Ottawa, que conecta con los servicios ferroviarios interurbanos Via Rail y un servicio diario de autobús de Ontario Northland a Sudbury y Sault Ste. María.
La estación abrió el 14 de septiembre de 2019 para reemplazar la antigua estación de tránsito rápido de autobuses Transitway conocida como Train Station, la cual cerró el 28 de junio de 2015.

## Composición
Tremblay es una estación de plataforma lateral ubicada a nivel en un corte. El edificio de entrada única de la estación, ubicado al mismo nivel y frente a la entrada de la estación de tren, contiene la barrera de boletos y sale a una plaza.
La obra de arte de la estación se titula National Garden, una instalación de Jyhling Lee. Una serie de marquesinas en la plaza fuera de la entrada de la estación presenta siluetas de plantas con flores aparentemente recortadas del material reflectante de los techos de las marquesinas y dobladas para producir un jardín suspendido.

## Conexiones

### OC Transpo
Las siguientes rutas dan servicio a Tremblay a partir del 6 de octubre de 2019:
| Parada                     | Rutas   |
| -------------------------- | ------- |
| Este: O-Train              |         |
| Oeste: O-Train             |         |
| A #1369 Tremblay Rd. Este  | N39, R1 |
| B #1371 Tremblay Rd. Oeste | N39, R1 |